# Desiderio Scaglia
Desiderio Scaglia OP (ur. w 1567 albo 1568 w Brescii, zm. 23 sierpnia 1639 w Rzymie) – włoski kardynał.

## Życiorys
Urodził się w 1567 albo 1568 roku w Brescii, jako syn Giovanniego Paola Scaglii i jego żony Marii, otrzymując na chrzcie imię Giovanni Battista. W młodości wstąpił do zakonu dominikanów, a 14 sierpnia 1584 roku złożył profesję wieczystą. Po przyjęciu święceń kapłańskich został wykładowcą teologii w kilku miastach Lombardii, został też skierowany do pracy w inkwizycji. 11 stycznia 1621 roku został kreowany kardynałem prezbiterem i otrzymał kościół tytularny San Clemente. 17 marca został wybrany biskupem Melfi, a 16 maja przyjął sakrę. Rok później został przeniesiony do diecezji Como. Około 1626 roku zrezygnował z biskupstwa, a w latach 1632–1633 był kamerlingiem Kolegium Kardynałów. Zmarł 23 sierpnia 1639 roku w Rzymie.